# Felip Villalonga Mir i Despuig
Felip Villalonga Mir i Despuig (? - Palma, 1910) fou un polític i empresari mallorquí.
Formava part de l'aristocràcia mallorquina i militava al partit tradicionalista. En morir Faust Gual de Torrella l'any 1895, va ser designat pel pretendent Carles de Borbó com a cap regional del partit a les Balears, càrrec en el qual li va confirmar Don Jaume i que va exercir fins a la seua mort. El 1897 fou elegit diputat a Corts per Mallorca.
Fou president del "Foment Agrícola de Mallorca", important entitat bancària, i formava part de les juntes de diverses societats.
Després de la seua mort, al maig de 1911 fou nomenat com a cap tradicionalista de les illes Balears Marià Zaforteza i Crespí de Valldaura.